# Vīksnas pagasts
Vīksnas pagasts er en territorial enhed i Balvu novads i Letland. Pagasten etableredes i 1936, havde 775 indbyggere i 2010 og 690 indbyggere i 2016 og omfatter et areal på 121,95 kvadratkilometer. Hovedbyen i pagasten er Vīksna.